# NCT (nhóm nhạc)
NCT (tiếng Hàn: 엔시티; Romaja: Ensiti) là một nhóm nhạc nam Hàn Quốc được thành lập và quản lý bởi công ty SM Entertainment vào năm 2016. NCT là viết tắt của từ Neo Culture Technology, mà theo chủ tịch Lee Soo-man nghĩa là nhóm sẽ không giới hạn số lượng thành viên và quảng bá bằng nhiều nhóm nhỏ ở nhiều thành phố trên khắp thế giới. Tính đến tháng 6 năm 2024, NCT đã bán ra hơn 40 triệu bản album thông qua các nhóm nhỏ, giúp họ trở thành nghệ sĩ bán chạy nhất SM Entertainment và một trong những nghệ sĩ K-pop bán chạy nhất mọi thời đại.
NCT ra mắt với nhóm nhỏ đầu tiên của mình là NCT U, vào ngày 9 tháng 4 năm 2016. Nhóm nhỏ thứ hai của NCT là NCT 127 được ra mắt vào ngày 7 tháng 7 năm 2016 và quảng bá ở Seoul. Nhóm nhỏ thứ ba của NCT là NCT Dream đã ra mắt chính thức vào ngày 25 tháng 8 năm 2016 trên sân khấu Music Bank. Nhóm nhỏ thứ tư của NCT là WayV được ra mắt vào ngày 17 tháng 1 năm 2019 và quảng bá tại Trung Quốc. Ngày 17 tháng 4 năm 2023, ba thành viên Doyoung, Jaehyun và Jungwoo ra mắt dưới nhóm nhỏ thứ năm của NCT là NCT DoJaeJung, với EP Perfume. Nhóm nhỏ quốc tế tiếp theo, NCT Wish chính thức ra mắt vào ngày 21 tháng 2 năm 2024 trên sân khấu SMTOWN Live tại Tokyo và là nhóm nhỏ cuối cùng của NCT.
Mặc dù các nhóm nhỏ của NCT hoạt động và quảng bá riêng lẻ, NCT đã kết hợp cùng nhau bốn lần và phát hành bốn album phòng thu: Empathy (2018), Resonance (2020), Universe (2021) và Golden Age (2023). Trong vòng 2 tháng kể từ lúc phát hành, Resonance đã bán được 2,6 triệu bản, là album bán chạy nhất của một nghệ sĩ SM lúc bấy giờ và mang về cho NCT giải Daesang đầu tiên tại lễ trao giải Asia Artist Awards 2020. Universe trở thành album có số lượng đơn đặt trước lớn nhất của nhóm với 1,7 triệu bản, và bán được hơn 1,8 triệu bản sau khi phát hành vào tháng 12 năm 2021.
NCT hiện có tất cả 25 thành viên, bao gồm: Johnny, Taeyong, Yuta, Kun, Doyoung, Ten, Jaehyun, Winwin, Jungwoo, Mark, Xiaojun, Hendery, Renjun, Jeno, Haechan, Jaemin, Yangyang, Chenle, Jisung, Sion, Riku, Yushi, Jaehee, Ryo, Sakuya; và các cựu thành viên Lucas, Shotaro, Sungchan (rời nhóm năm 2023), Taeil (rời nhóm năm 2024).

## Hoàn cảnh ra đời và tên gọi
Tháng 1 năm 2016, chủ tịch SM Entertainment Lee Soo-man đã có một buổi thuyết trình tại SM Coex Artium, mang tên "SMTOWN: Neo Culture Technology 2016". Lee cho biết công ty đang lên kế hoạch sẽ cho ra mắt một nhóm nhạc nam với số lượng thành viên "không giới hạn", dựa trên chiến lược "công nghệ văn hóa" của công ty. Nhóm sẽ có nhiều nhóm nhỏ khác nhau với các thành viên khác nhau hoạt động tại các quốc gia khác nhau trên thế giới, và các nhóm nhỏ sẽ thường xuyên hợp tác với nhau. Lee công bố tên của nhóm là NCT, tên viết tắt của tên của buổi thuyết trình. NCT là nhóm nhạc đầu tiên của SM Entertainment ra mắt kể từ sau Red Velvet vào năm 2014, và nhóm nhạc nam đầu tiên ra mắt kể từ sau EXO vào năm 2012.
NCT là tên viết tắt của "Neo Culture Technology", có nghĩa là văn hóa công nghệ mới ngụ ý rằng nhóm sẽ không giới hạn số lượng thành viên và sẽ cùng đồng thời quảng bá ở nhiều quốc gia trên toàn thế giới.

## Lịch sử

### Trước khi ra mắt
Các thành viên đều thuộc SM Rookies (nhóm trước khi ra mắt được tạo bởi SM Entertainment), Taeyong, Ten, Jaehyun, Yuta, Mark, Jeno và Jisung đã được giới thiệu vào năm 2013, trong khi Haechan và Jaemin được giới thiệu vào năm 2014, Taeil, Kun, Winwin và Doyoung đã được giới thiệu vào năm 2015. Doyoung và Jaehyun từng làm MC cho chương trình âm nhạc Show Champion. Sungchan từng làm MC cho chương trình âm nhạc Inkigayo cho đến ngày 7 tháng 3 năm 2021 và Jungwoo từng làm MC cho chương trình âm nhạc Show! Music core từ 2021 cho đến nay. Winwin từng xuất hiện trong video âm nhạc "Without You" của NCT U. Chenle từng là một ca sĩ nhí trước khi ra mắt cùng NCT, anh từng là khách mời trên nhiều chương trình nổi tiếng của Trung Quốc như Day Day Up, China's Got Talent, New Generation's Sound Of China, và từng tổ chức một buổi biểu diễn ở Thượng Hải vào năm 2014. Các thành viên Mark, Jeno, Jaemin, Haechan và Jisung từng tham gia chương trình The Mickey Mouse Club phiên bản Hàn Quốc. Thành viên Johnny từng xuất hiện và tham gia trong một vài dự án của SM Station. Taeyong từng góp giọng trong video âm nhạc "Be Natural" của nhóm nhạc đàn chị nữ cùng công ty Red Velvet.
Tháng 1 năm 2016, chủ tịch SM Entertainment Lee Soo-man đã có một buổi thuyết trình tại SM Coex Artium tên là "SMTOWN: New Culture Technology 2016", nói về nội dung chiến lược kinh doanh của NCT, sẽ được ra mắt với các đội hình khác nhau ở các quốc gia khác nhau trên thế giới. SM Entertainment tung ra hai teaser của dự án The Origin và Synchronization of your Dreams, trong đó bao gồm năm thành viên của SM Rookies: Taeyong, Hansol, Ten, Mark và Jaehyun. Một tuần sau đó, teaser thứ 3 đã được đưa ra với tên The 7th Sense và bao gồm một thành viên SM Rookies, Winwin.

### 2016–2018: NCT U, NCT 127 và NCT Dream ra mắt, dự án hợp tác đầu tiên
Ngày 4 tháng 4 năm 2016, SM Entertainment công bố ra mắt nhóm nhỏ đầu tiên của NCT là NCT U, mang ý nghĩa "NCT United", với sáu thành viên đầu tiên: Taeil, Taeyong, Doyoung, Ten, Jaehyun và Mark. NCT U ra mắt hai đĩa đơn kỹ thuật số đầu tiên: "The 7th Sense" vào ngày 9 tháng 4 và "Without You" vào ngày 10 tháng 4 với hai phiên bản (phiên bản tiếng Hàn thể hiện bởi Taeil, Doyoung và Jaehyun; và phiên bản tiếng Trung với sự tham gia của thực tập sinh SM Rookies là Kun).  Ngày 9 tháng 4, NCT U chính thức ra mắt trên truyền hình trực tiếp trên chương trình NCT On Air trên V Live được dẫn dắt bởi Heechul (Super Junior). Nhóm ra mắt tại Trung Quốc trong lễ trao giải Top Chinese Music Award vào ngày 9 tháng 4 cùng với hai thực tập sinh SM Rookies Kun và Winwin. Nhóm cũng sẽ được thực hiện giai đoạn chính thức ra mắt tại Music Bank vào ngày 15 tháng 4. SM Entertainment cũng cho ra mắt series show thực tế NCT Life để giới thiệu và đem đến một cái nhìn chi tiết hơn về nhóm.

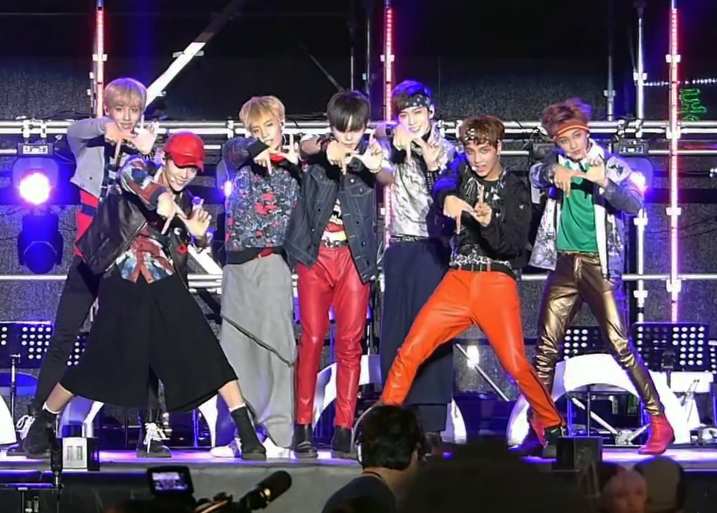
NCT 127 biểu diễn tại Busan vào tháng 8 năm 2016

Ngày 1 tháng 7 năm 2016, SM chính thức thông báo nhóm nhỏ thứ hai của NCT là NCT 127, hoạt động chủ yếu tại Seoul, với số 127 là kinh độ của thủ đô Seoul. Nhóm gồm 7 thành viên: Taeil, Taeyong, Yuta, Jaehyun, Winwin, Mark và Haechan; với Taeyong là trưởng nhóm. Video âm nhạc đầu tiên "Fire Truck" của nhóm được lên lịch sẽ ra mắt vào nửa đêm ngày 7 tháng 7 nhưng lại bị hoãn đến buổi trưa. NCT 127 biểu diễn sân khấu ra mắt vào ngày 7 tháng 7 năm 2016 trên M Countdown, biểu diễn 2 ca khúc "Fire Truck" và "Once Again" từ album của nhóm. EP đầu tiên của NCT 127 - NCT #127 được phát hành trực tuyến vào ngày 10 tháng 7 năm 2016 và bản vật lý được phát hành vào ngày 11 tháng 7 năm 2016. NCT 127 ra mắt ở vị trí đầu tiên trên bảng xếp hạng Gaon Album Chart và thứ hai trên bảng xếp hạng Billboard Album Chart với hơn 60.000 bản bán ra và gần 180.000 bản trong năm 2016. "Fire Truck" cũng đứng vị trí thứ nhất trên bảng xếp hạng iTunes tại 8 quốc gia.

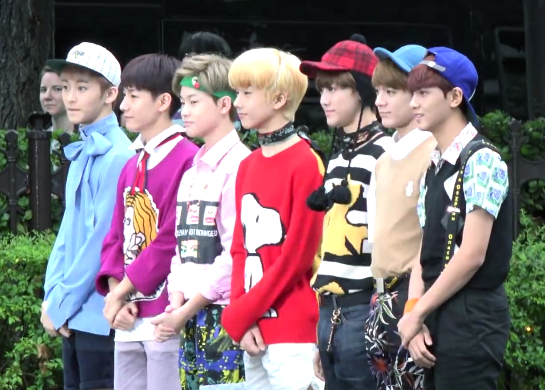
NCT Dream vào tháng 8 năm 2016

Ngày 19 tháng 8 năm 2016, SM công bố nhóm nhỏ thứ ba của NCT là NCT Dream. Nhóm gồm 7 thành viên có độ tuổi trung bình là 15,6. NCT Dream gồm các thành viên Mark, Renjun, Jeno, Haechan, Jaemin, Chenle và Jisung. Không giống như các thành viên khác, Chenle và Renjun không tham gia vào dự án SM Rookies. NCT Dream không có trưởng nhóm do thành viên trong nhóm không cố định, những thành viên nào đủ 20 tuổi sẽ không hoạt động cùng nhóm nữa mà sẽ được hoạt động trong một unit khác. NCT Dream ra mắt với single "Chewing Gum" gồm hai bản Hàn-Trung, bắt đầu có sân khấu quảng bá đầu tiên trên M Countdown.
Ngày 20 tháng 12 SM Entertainment phát hành video âm nhạc "Switch" bài hát nằm trong album NCT 127 với sự góp mặt của NCT 127 và các thành viên của SR15B.
Vào ngày 27 tháng 12 năm 2016, NCT 127 tuyên bố họ sẽ trở lại với sự bổ sung của hai thành viên: NCT U Doyoung và thành viên mới Johnny. Ngày 5 tháng 1 năm 2017, NCT 127 đã phát hành hai video âm nhạc cho "Limitless" và thể hiện bài hát trên M Countdown. EP thứ hai Limitless được phát hành kỹ thuật số vào ngày 6 tháng 1 và vào ngày 9 tháng 1. Bản phát hành ra mắt ở vị trí số một trên Bảng xếp hạng album thế giới của Billboard, US Heatseekers Album của Billboard và Bảng xếp hạng album của Gaon với hơn 170.000 bản được bán ra. Ca khúc chủ đề sau đó được bình chọn là một trong những bài hát K-pop hay nhất trong năm bởi Dazed.
Vào ngày 1 tháng 2 năm 2017, SM Entertainment tiết lộ NCT Dream sẽ phát hành đĩa đơn đầu tiên "The First" vào ngày 9 tháng 2. SM Entertainment thông báo rằng Jaemin sẽ không tham gia vào chu kỳ quảng cáo này do vấn đề sức khỏe. NCT Dream bắt đầu quảng bá trên M Countdown, trình diễn đĩa đơn "My First and Last" và "Dunk Shot". Vào ngày 14 tháng 2, NCT Dream đã giành được vị trí thứ nhất trong tập thứ 100 của SBS MTV's The Show, đánh dấu chiến thắng trên chương trình âm nhạc đầu tiên cho NCT. Nhóm đạt tổng cộng 3 cúp cho đợt quảng bá và có triple crown đầu tiên trong sự nghiệp. Single album tẩu tán được hơn 110.000 bản toàn cầu và xếp vị trí thứ nhất trên bảng xếp hạng Gaon Album Chart. Ngày 5 tháng 2, Doyoung trở thành MC chính thức của chương trình âm nhạc Inkigayo. NCT Dream cũng được trở thành đại sứ chính thức cho FIFA U-20 World Cup 2017. Họ đã phát hành bài hát chủ đề chính thức của giải đấu "Trigger the Fever" vào ngày 15 tháng 3. Ngày 20 tháng 3, Jaehyun và Johnny trở thành 2 DJ trong chương trình Radio của đài SBS NCT's Night Night.
Vào ngày 14 tháng 6, NCT 127 đã phát hành EP thứ ba của họ, Cherry Bomb, và có sân khấu quảng bá đầu tiên trên M Countdown, biểu diễn các bài hát mới "Cherry Bomb" và "0 Mile." Cherry Bomb đứng đầu trên iTunes của 11 quốc gia, ra mắt tại vị trí số hai trên bảng xếp hạng Gaon Album Chart và Billboard World Album chart, với  105,877 bản được bán ra.  Với "Cherry Bomb", nhóm nhỏ NCT 127 đã có cúp đầu tiên trên M Countdown. Billboard và Idolator sau đó đã tuyên bố "Cherry Bomb" là một trong những bài hát Kpop hay nhất của năm.
Vào ngày 17 tháng 8, NCT Dream đã phát hành EP đầu tiên We Young với hai phiên bản Hàn và Trung, và bắt đầu quảng bá trên M Countdown. Vào tháng 12, NCT Dream đã phát hành bài hát Giáng sinh đầu tiên của họ, "Joy". EP xuất xưởng được 106,700 album bán ra toàn cầu và xếp No.2 tại Gaon Album Chart.
Như đã biết, NCT hiện đang có ba nhóm nhỏ là NCT U, NCT 127 và NCT Dream với tổng cộng 15 thành viên: Taeyong, Jaehyun, Jisung, Ten, Renjun, Yuta, Chenle, Doyoung, Winwin, Taeil, Jeno, Jaemin, Johnny, Haechan, Mark. Năm 2018, ba học viên từ SM Rookies là Lucas,Jungwoo, Kun gia nhập NCT, nâng tổng số thành viên của nhóm lên con số 18. Chương trình V Live đầu tiên của NCT với tư cách NCT 2018 mang tên Welcome NCT 2018 được diễn ra vào ngày 6 tháng 2 lúc 7 giờ tối (theo giờ Hàn Quốc).
Ngày 19 tháng 2, NCT U mở đầu cho chuỗi 6 video âm nhạc có tên "Boss", được quay tại thủ đô Kiev, Ukraine. "Boss" với concept mới lạ và giai điệu bắt tai đã trở thành video âm nhạc đầu tiên của NCT đạt cột mốc 100 triệu lượt xem trên YouTube. Video âm nhạc thứ hai mang tên "Baby Don't Stop" được thể hiện bởi hai thành viên Taeyong và Ten, phát hành ngày 26 tháng 2, đã đứng vị trí thứ nhất trên bảng xếp hạng iTunes tại 10 quốc gia và cũng có lượt views, stream rất tốt trên các nền tảng âm nhạc quốc tế. Tiếp nối là video âm nhạc thứ ba "GO" được phát hành ngày 4 tháng 3 bởi NCT Dream và cũng là single thứ năm của unit này. NCT 127 ra mắt video âm nhạc thứ tư "Touch" vào ngày 13 tháng 3, ca khúc có phong cách trẻ trung, nhẹ nhàng hơn hình tượng ban đầu và đã giúp nhóm có chiến thắng tiếp theo tại The Show.
Ngày 14 tháng 3, NCT tổ chức showcase công bố tên album đầy đủ của dự án này: NCT 2018 Empathy. Album ra mắt tại vị trí số 2 trên bảng xếp hạng Gaon Album Chart, thứ 10 trên bảng xếp hạng Oricon của Nhật và thứ 5 trên bảng xếp hạng Billboard World Album. Album đạt 203.000 lượt pre-order và chính thức bán ra được gần 400.000 bản toàn cầu. Nhóm cũng đã nhận được chứng nhận Platinum đầu tiên của Gaon với hơn 250.000 bản bán ra. Ngày 1 tháng 4, nhóm ra mắt video âm nhạc thứ năm mang tên "Yestoday" với Taeyong, Doyoung, Lucas,Mark. Ngày 18 tháng 4, video âm nhạc cuối cùng của chuỗi 6 video âm nhạc trong dự án NCT 2018 mang tên "Black on Black" được phát hành với đầy đủ 18 thành viên NCT 2018. Nhóm bắt đầu quảng bá trên các chương trình âm nhạc hàng tuần và tham gia các chương trình truyền hình với đội hình đầy đủ trong thời gian quảng bá. NCT lần đầu gây tiếng vang tại xứ "cờ hoa" khi đứng thứ 76 tại Billboard Artist 100 sau khi phát hành MV. Ngày 22 tháng 5, Jeno trở thành MC chính thức của chương trình âm nhạc The Show.

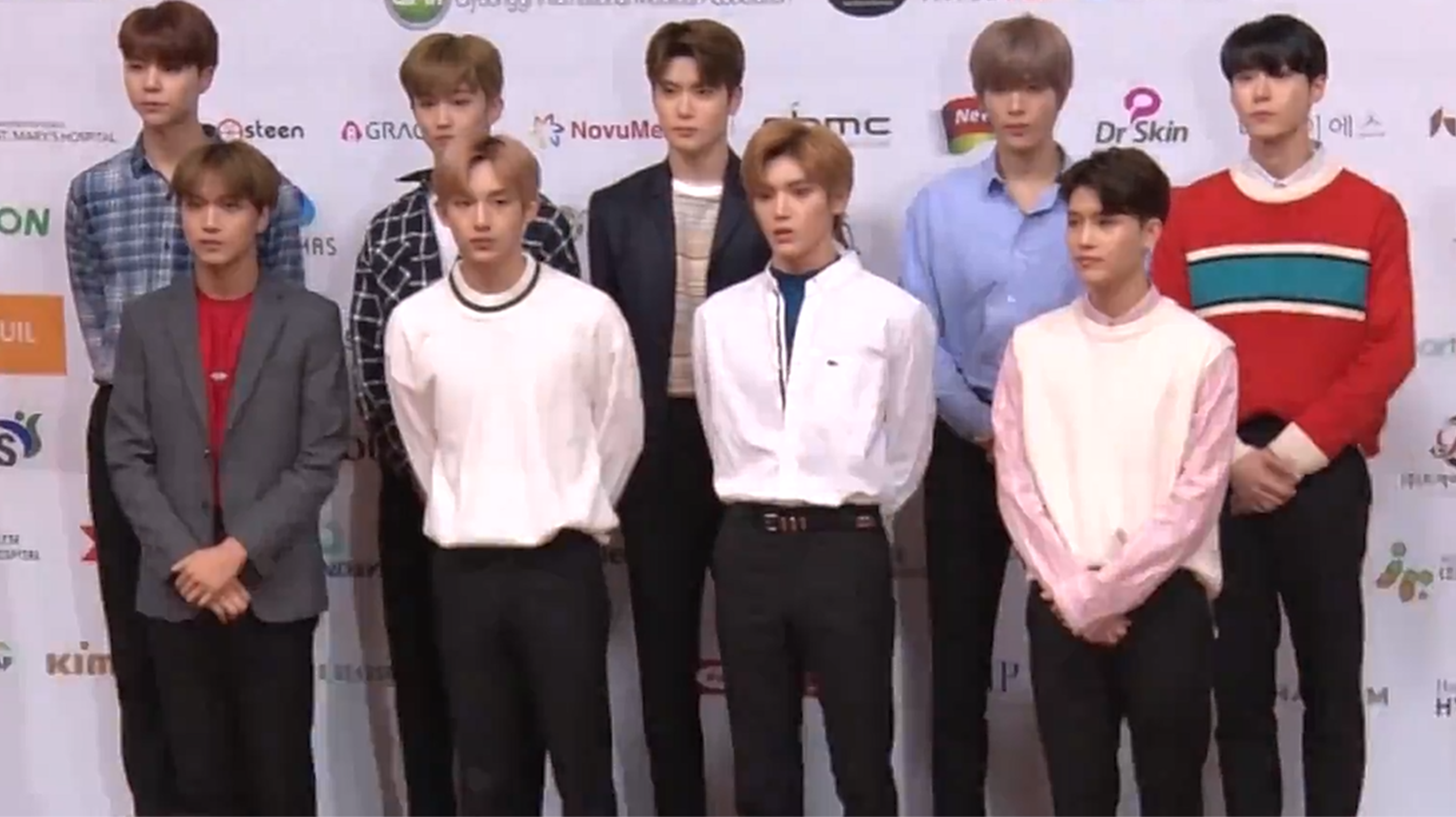
NCT 127 vào tháng 4 năm 2018

Tháng 5 năm 2018, NCT 127 chính thức ra mắt tại Nhật Bản với album Chain, phân phối và phát hành bởi Avex Trax. Video âm nhạc "Chain" được ra mắt vào ngày 23 tháng 5 với cả phiên bản Hàn và Nhật. Album bán ra được 44,832 bản tuần đầu và xếp hạng hai trên Oricon Album Chart, đồng thời đứng thứ 8 trên bảng xếp hạng Billboard Album Chart.
Ngày 30 tháng 8, NCT Dream trở lại với video âm nhạc "WE GO UP". Ngày 03 tháng 9 năm 2018 chính thức phát hành Album We Go Up. Album ra mắt tại vị trí số 1 trên Gaon Chart và thứ 5 trên Billboard Album Chart với hơn 100.000 bản bán ra trong tuần đầu và đạt gần 230.000 bản trong năm 2018. Bài hát chủ đề We Go Up cũng đã đạt vị trí thứ nhất trên bảng xếp hạng bảng xếp hạng Bugs, đây là lần đầu tiên nhóm đạt vị trí thứ nhất trên bảng xếp hạng một bảng xếp hạng digital trong nước. Để quảng bá cho album, NCT Dream đã tổ chức "The Dream Show" cùng 3 buổi diễn tại COEX Artium's SMTOWN Theatre. Đây cũng là lần quảng bá cuối cùng của thành viên Mark trước khi tốt nghiệp dự án NCT Dream.
Ngày 08 tháng 10, NCT 127 Mỹ tiến với video âm nhạc "REGULAR" (ENG ver) và thêm vào nhóm thành viên thứ 10 Jungwoo. Ngày 11 tháng 10, NCT 127 phát hành video âm nhạc "REGULAR" (KOR ver), cùng ngày đó NCT 127 phát hành album phòng thu đầu tay Regular-Irregular. Với album này, NCT 127 đã đạt vị trí thứ nhất trên bảng xếp hạng Gaon Chart, đồng thời cũng lần đầu tiên bước chân vào bảng xếp hạng Billboard 200 tại vị trí thứ 86 và xuất hiện trên nhiều bảng xếp hạng khác như UK, France Download Albums Chart và Australian Digital Albums. Album đã tẩu tán được hơn 330.000 bản toàn cầu, giúp nhóm lần thứ hai đạt chứng nhận Platinum từ Gaon Chart. NCT 127 đã ra mắt trên truyền hình tại Mỹ với màn trình diễn "Regular" và "Cherry Bomb" tại talkshow đình đám Jimmy Kimmel Live!. Nhóm cũng vinh dự xuất hiện tại American Music Awards 2018 và trình diễn "Regular" tại ABC's Mickey's 90th Spectacular TV special vào ngày 4 tháng 11. Tiếp tục hành trình Mỹ tiến của mình, NCT 127 đã hợp tác với Apple Music ra mắt một đoạn film ngắn quảng bá âm nhạc của nhóm và một choreography video, đồng thời cũng được công bố là "Up Next" artist của Apple Music. NCT 127 tiếp tục ra mắt bản repackage Regulate với bài hát mới "Simon Says", ca khúc đã giúp nhóm lần đầu tiên đạt vị trí thứ nhất trên bảng xếp hạng Billboard World Digital Song Sales. Repackage Regulate đã được bán ra được gần 200.000 bản toàn cầu đứng thứ 2 trên Gaon Album Chart cùng những thứ hạng cao trong các bảng xếp hạng khác.

### 2019–2020: WayV ra mắt, NCT Dream tái cơ cấu hoạt động vàNCT 2020 Resonance
Ngày 31 tháng 12 năm 2018, SM xác nhận nhóm nhỏ thứ 4 mang tên WayV (威神V) sẽ ra mắt trong tháng 1 năm 2019. Nhóm hoạt động chủ yếu tại Trung Quốc và bao gồm 7 thành viên: Kun, Ten, Winwin, Xiaojun, Hendery và Yangyang. Tại Trung Quốc, WayV chịu sự quản lý của Label V, một thương hiệu Trung Quốc hợp tác với SM. Ngày 11 tháng 1 năm 2019, WayV tiết lộ ngày phát hành và danh sách các ca khúc trong đĩa đơn ra mắt The Vision. Ca khúc "Regular" là phiên bản tiếng Trung của ca khúc "Regular" từng được NCT 127 phát hành và quảng bá vào tháng 10 năm 2018.
Ngày 26 tháng 1, NCT 127 bắt đầu chuyến lưu diễn đầu tiên mang tên NCT 127 1st Tour: NEO CITY - The Origin với 30 concert vòng quanh thế giới khởi động bằng hai concert tại KSPO Dome với hơn 24.000 người hâm mộ tham dự. Nhóm tiếp tục lưu diễn với loạt 13 concert tại Nhật Bản song song với việc ra mắt album tiếng Nhật đầu tiên Awaken cùng bài hát chủ đề "Wakey Wakey". Awaken tẩu tán được hơn 60.000 bản và xếp hạng 4 trong bảng xếp hạng Oricon của Nhật.
Ngày 9 tháng 5 WayV phát hành mini album đầu tiên Take Off. Chỉ sau vài tiếng phát hành, mini album đã đạt vị trí thứ nhất trên bảng xếp hạng World Digital Song Sales và QQ Music's Peak Popilarity List. Bài hát chủ đề "Take off" đạt vị trí thứ nhất trên bảng xếp hạng iTunes tại 28 quốc gia và mini album đã giúp nhóm trở thành nhóm nhạc Trung Quốc đầu tên đạt vị trí thứ nhất trên bảng xếp hạng Itunes World Album Chart.
NCT 127 quay trở lại với mini album thứ 4 We Are Superhuman vào ngày 24 tháng 5 cùng bài hát chủ đề "Superhuman". Bài hát "Superhuman" đã được nhóm trình diễn trước đó trên sân khấu Good Morning America - phát sóng trên truyền hình toàn nước Mỹ và cũng đã được thể hiện trong 12 buổi concert của nhóm quanh Bắc Mỹ. Mini album đã giành được vị trí 11 trên bảng xếp hạng Billboard 200 và là xếp hạng cao thứ 2 bởi một nhóm Kpop đạt được. Album tẩu tán được hơn 330.000 bản toàn cầu với hơn 40.000 bản tại Mỹ, giúp nhóm giành được chứng nhận Platinum thứ 3 bởi Gaon. Nhóm có thêm 2 cúp trên chương trình âm nhạc tại Show Champion và Music Bank. Video âm nhạc "Highway To Heaven" sau đó được phát hành vào ngày 22 tháng 6 được đóng máy tại Mỹ và trình bày bằng phiên bản tiếng Anh.
Ngày 06 tháng 6 NCT Dream (Renjun, Jeno, Jaemin, Chenle, Jisung) cùng với nghệ sĩ US-UK HRVY cho ra mắt video âm nhạc "Don't Need Your Love" nằm trong dự án Station 3 của SM Entertainment.

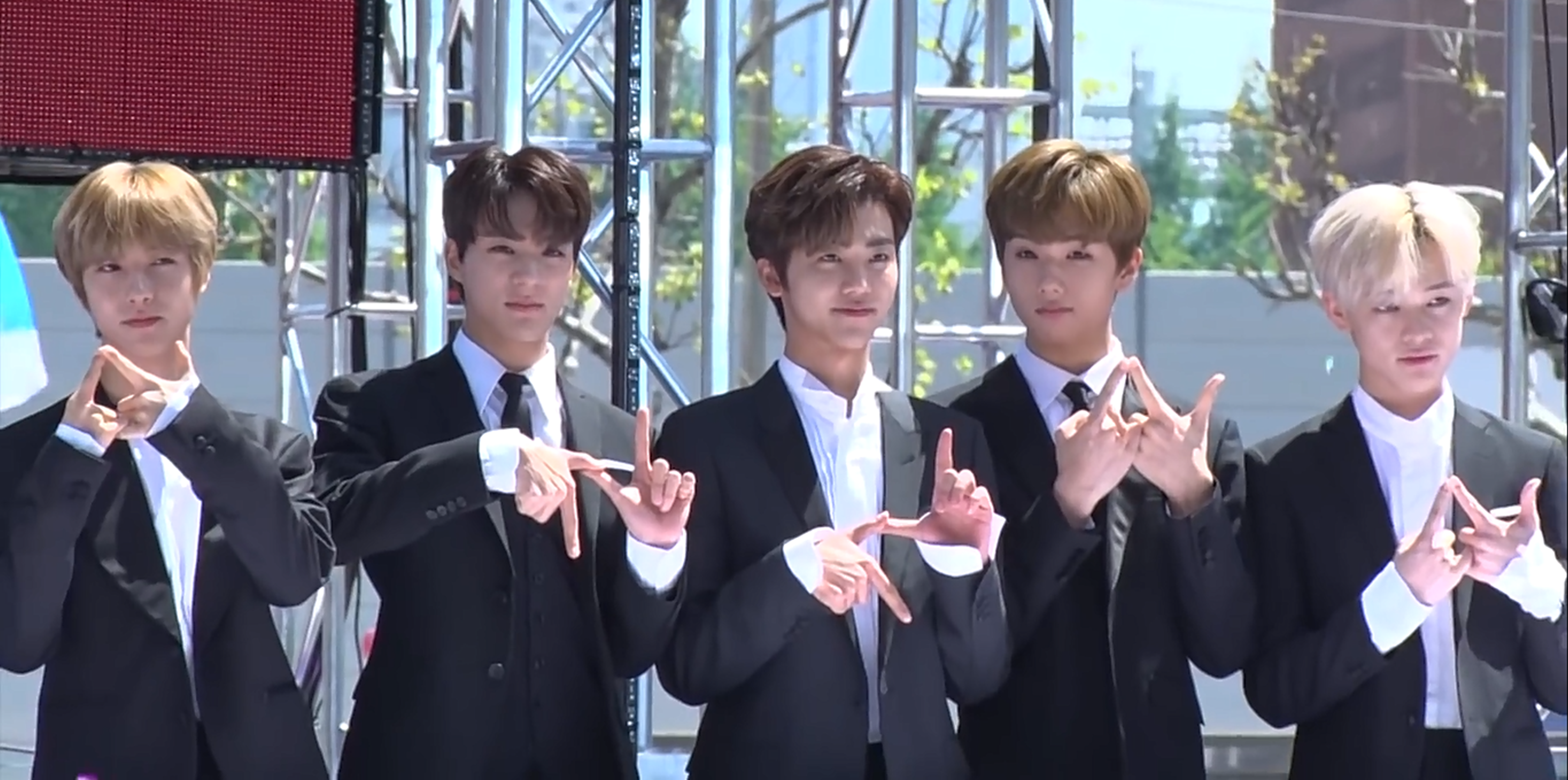
NCT Dream vào tháng 5 năm 2019

Ngày 26 tháng 7 NCT Dream quay trở lại với mini album thứ 3 We Boom cùng bài hát chủ đề "BOOM". "BOOM" theo concept trưởng thành hơn của NCT Dream, là sản phẩm đầu tiên sau khi cựu thành viên Mark tốt nghiệp. Album tẩu tán được hơn 350.000 bản toàn cầu, xếp hạng 1 trên Gaon Album Chart 3 tuần liền. NCT Dream có thêm 2 chiến thắng trên chương trình âm nhạc tại The Show. SM Entertainment khởi động tour diễn "The Dream Show" tại nhiều thành phố trên nhiều quốc gia khác nhau.
Taeyong, Mark và Ten gia nhập nhóm nhạc SuperM bên cạnh các nghệ sĩ cùng công ty Kai, Baekhyun và Taemin. Nhóm ra mắt nhằm mục đích tấn công thị trường Mỹ, nhóm đã rất thành công với 180.000 bản bán ra chỉ tính riêng tại Mỹ với EP "SuperM" trong tuần đầu. Mini album cũng đã xếp hạng 1 tại Billboard 200 và bài hát chủ đề "Jopping" cũng nhanh chóng trở thành một bản hit lớn. Ngày 20 tháng 10, Jaehyun làm MC chính thức của chương trình âm nhạc Inkigayo.
Ngày 29 tháng 10, WayV quay trở lại với mini album thứ 2 Take Over The Moon cùng 2 video âm nhạc là "Moonwalk" và "Love Talk". Nhóm đã lần đầu tiên trình diễn trên sân khẩu quảng bá Hàn Quốc MBC Show Champion, tham dự lễ trao giải MAMA 2019 tại Nhật Bản và nhận được giải Best New Artists. Ngày 13 tháng 12, NCT U (Taeil, Doyoung, Jaehyun và Haechan) tham gia vào dự án Station với ca khúc "Coming Home".
Ngày 6 tháng 3 năm 2020, NCT 127 phát hành album phòng thu thứ 2 Neo Zone với bài hát chủ đề "Kick It". Album được thông báo vào ngày 27 tháng 1, bên cạnh video âm nhạc "Dreams Come True" như một món quà tặng fan. Đây là sản phẩm đánh dấu sự trở lại của thành viên Jungwoo sau thời gian dài nghỉ ngơi vì lý do sức khỏe. Một vài thành viên tham gia viết lời cho album. Album Neo Zone đứng vị trí số 1 trên Bảng xếp hạng Gaon tháng 3 với tổng doanh số hơn 700.000 album và xuất hiện lần đầu tiên ở vị trí thứ 5 trên bảng xếp hạng Billboard 200. Ngày 10 tháng 3 năm, NCT 127 là nghệ sĩ K-pop đầu tiên được mời trình diễn tại Lễ hội quy mô lớn của Mỹ Rodeo Houston 2020. Cũng trong tháng 4, NCT 127 trở thành gương mặt đại diện cho nhãn hàng mỹ phẩm Hàn Quốc Nature Republic.
Ngày 29 tháng 4, NCT Dream phát hành mini album thứ 4 Reload và có sự tái cấu trúc hoạt động của nhóm. Theo đó, các thành viên NCT Dream hiện tại cùng với Mark (thành viên đã tốt nghiệp năm 2018) sẽ cùng hoạt động với tên NCT Dream, cách thức hoạt động giống như NCT U. Và sau khi vài tháng ra mắt, Reload đã tẩu tán được hơn 500.000 bản toàn cầu. Ca khúc chủ đề "Ridin'" đã xuất sắc trở thành ca khúc đầu tiên của NCT đạt được vị trí số một trên trang nghe nhạc lớn nhất Hàn Quốc Melon.
Ngày 19 tháng 5, NCT 127 phát hành album tái phát hành Neo Zone: The Final Round với ca khúc chủ đề '''Punch''.Với 409,620 bản được bán ra, album mới này đã giúp Neo Zone trở thành album triệu bản đầu tiên của NCT 127 tại Hàn Quốc, bán được hơn 1,2 triệu bản tính đến tháng 5 năm 2020.
Ngày 9 tháng 6, WayV phát hành album Awaken the World với ca khúc chủ đề "Turn Back Time".
Ngày 21 tháng 9, Khởi động dự án NCT 2020 với sự tham gia lần đầu của 3 thành viên Xiaojun, Hendery và Yangyang và sự bổ sung thêm 2 thành viên mới - Shotaro (2000) và Sungchan (2001), nâng tổng số thành viên lên con số 23 và quảng bá làm 2 phần.
Ngày 12 tháng 10, nhóm phát hành album NCT 2020 Resonance Pt.1 cùng với MV ca khúc chủ đềː "Make A Wish (Birthday Song)" với 7 thành viên Taeyong, Doyoung, Jaehyun, Lucas, Xiaojun, Jaemin và Shotaro.
Ngày 19 tháng 10, nhóm phát hành MV ca khúc chủ đề thứ 2ː "From Home" với 7 thành viên Taeil, Yuta, Kun, Doyoung, Renjun, Haechan và Chenle.
Ngày 23 tháng 11, nhóm phát hành album NCT 2020 Resonance Pt.2 cùng với MV ca khúc chủ đề: "90's Love" với 7 thành viên Ten, Winwin, Mark, Jeno, Haechan, Yangyang và Sungchan.
Ngày 27 tháng 11, nhóm phát hành MV ca khúc chủ đề thứ 2: "Work It" với 7 thành viên Johnny, Jungwoo, Yuta, Ten, Hendery, Jaemin và Jisung.
Ngày 4 tháng 12, NCT 2020 phát hành MV "RESONANCE" được phối từ 4 ca khúc "Make A Wish", "90's Love", "Work It" và "Raise The Roof" với đầy đủ 23 thành viên, cũng là MV cuối cùng của dự án NCT 2020.

### 2021–nayːUniverse,ra mắt các nhóm nhỏ mới, hệ thống NCT dừng thêm thành viên, bốn thành viên rời nhóm vàGolden Age
Ngày 13 tháng 11 năm 2021, NCT công bố dự án thứ ba hợp tác với tất cả các thành viên, NCT 2021, với album phòng thu thứ ba Universe phát hành vào ngày 14 tháng 12. Universe đã đạt hơn 1,7 triệu đơn đặt hàng trước, phá vỡ kỷ lục trước đó của NCT 2020: Resonance là 1,1 triệu đơn.
Ngày 4 tháng 2 năm 2022, SM Entertainment khởi động dự án NCT Lab. Đây là dự án mới của SM Station nhằm lưu trữ các hoạt động âm nhạc đa dạng của NCT. Các hoạt động âm nhạc đầy màu sắc của NCT như solo, bài hát tự sáng tác và bài hát của các unit sẽ liên tục được phát hành thông qua dự án này. Mark là thành viên khởi động dự án với ca khúc Child, ra mắt vào ngày 4 tháng 2. Năm 2023, NCT Lab được tái cơ cấu và tách ra khỏi dự án SM Station, cùng với đó, SM công bố các đĩa đơn mới, bắt đầu với "Horizon" của Jaehyun, phát hành ngày 8 tháng 8 năm 2023.
Ngày 3 tháng 2 năm 2023, SM Entertainment công bố kế hoạch của công ty trong năm 2023, theo đó nhóm nhỏ quốc tế tiếp theo, NCT Tokyo, sẽ ra mắt vào quý 3 cùng năm. Sau đó, ngày 24 tháng 2 năm 2023, SM cho biết hệ thống NCT sẽ dừng thêm thành viên sau khi NCT Tokyo ra mắt, qua đó giữ đội hình cố định ở năm nhóm nhỏ. Ngày 8 tháng 3 năm 2023, ba thành viên NCT 127 là Doyoung, Jaehyun và Jungwoo sẽ ra mắt trong nhóm nhỏ mới mang tên NCT DoJaeJung. Họ ra mắt EP đầu tay Perfume vào ngày 17 tháng 4 cùng với ca khúc chủ đề cùng tên. 
Ngày 10 tháng 5 năm 2023, SM Entertainment cho biết Lucas sẽ rời NCT để tập trung cho sự nghiệp cá nhân sau 21 tháng dừng hoạt động. Ngày 24 tháng 5 năm 2023, công ty quản lý của nhóm cho biết Shotaro và Sungchan sẽ rời NCT để tập trung ra mắt với nhóm nhạc nam mới Riize, và sẽ không tham gia vào NCT Tokyo. Hai thực tập sinh SM Rookies là Eunseok và Seunghan, đã từng tham gia vào chương trình Welcome to NCT Universe và dự kiến ra mắt với NCT Tokyo, được thông báo sẽ ra mắt với RIIZE.
Ngày 5 tháng 6 năm 2023, Taeyong phát hành EP solo đầu tay Shalala, và trở thành thành viên NCT đầu tiên ra mắt với tư cách nghệ sĩ solo. Ngày 27 tháng 7 năm 2023, SM Entertainment khởi động chưong trình thực tế sống còn NCT Universe: LASTART, qua đó các thực tập sinh tranh tài để ra mắt trong nhóm nhỏ cuối cùng của NCT. Trong số 10 thí sinh, năm thí sinh được chọn để ra mắt cùng với hai thực tập sinh SM Rookies là Yushi và Sion dưới tên gọi tạm thời NCT New Team, bao gồm: Riku, Jungmin, Daeyoung (Jaehee), Ryo, Sakuya. 
Ngày 9 tháng 8 năm 2023, NCT công bố dự án hợp tác với tất cả 20 thành viên, và phát hành album phòng thu thứ tư, Golden Age, vào ngày 28 tháng 8. Từ tháng 8 đến tháng 9 năm 2023, NCT tổ chức năm đêm diễn với tất cả các thành viên, với tên gọi NCT Nation: To The World. Họ biểu diễn tại Sân vận động Incheon Munhak (Hàn Quốc) và Sân vận động Yanmar Nagai (Nhật Bản), với NCT New Team mở màn cho các đêm diễn tại Nhật Bản. Ngày 2 tháng 10 năm 2023. SM thông báo Jungmin sẽ không ra mắt với NCT New Team do vấn đề sức khỏe. Ngày 8 tháng 10 năm 2023, NCT New Team ra mắt đĩa đơn "Hands Up", và được xác nhận sẽ ra mắt vào đầu năm 2024 với tên gọi chính thức NCT Wish.
Ngày 28 tháng 2 năm 2024, NCT Wish ra mắt chính thức với album đĩa đơn Wish, cùng với bản tiếng Hàn và tiếng Nhật của ca khúc chủ đề cùng tên.
Ngày 28 tháng 8 năm 2024, SM Entertainment cho biết Taeil sẽ rời NCT do cáo buộc liên quan đến tội phạm tình dục.

## Thành viên
| STT            | Nghệ danh | Nghệ danh | Tên khai sinh                                                           | Tên khai sinh                     | Tên khai sinh                    | Tên gọi riêng cho fan                 | Ngày tháng năm sinh | Nơi sinh                         | Quốc tịch             | Nhóm nhỏ | Nhóm nhỏ    | Nhóm nhỏ    | Nhóm nhỏ                     | Nhóm nhỏ      | Nhóm nhỏ    |  |
| STT            | Latinh    | Hangul    | Latinh                                                                  | Bản ngữ                           | Hán-Việt                         | Tên gọi riêng cho fan                 | Ngày tháng năm sinh | Nơi sinh                         | Quốc tịch             | NCT U    | NCT 127     | NCT Dream   | WayV                         | NCT DoJaeJung | NCT Wish    |  |
| 1              | Johnny    | 쟈니      | Seo Youngho / John Jun Suh                                              | 서영호 (徐英浩) / 존 전 서        | Từ Anh Hạo                       | JohFams                               | 9 tháng 2, 1995     | Chicago, Hoa Kỳ                  | Hoa Kỳ                |          |             |             |                              |               |             |  |
| 2              | Taeyong   | 태용      | Lee Taeyong                                                             | 이태용 (李泰容)                   | Lý Thái Dung                     | TyongFs                               | 1 tháng 7, 1995     | Seoul, Hàn Quốc                  | Hàn Quốc              |          | Trưởng nhóm |             |                              |               |             |  |
| 3              | Yuta      | 유타      | Nakamoto Yuta (Jung-bon Yu-tae)                                         | 中本悠太 (중본유태)               | Trung Bổn Du Thái                | Yutazens / Ais                        | 26 tháng 10, 1995   | Kadoma, Osaka, Nhật Bản          | Nhật Bản              |          |             |             |                              |               |             |  |
| 4              | Kun       | 쿤        | Qián Kūn (Jeon Kon)                                                     | 钱锟 (전곤)                       | Tiền Côn                         | Klouds / Nuoyis                       | 1 tháng 1, 1996     | Phúc Kiến, Trung Quốc            | Trung Quốc            |          |             |             | Trưởng nhóm WayV-KUN&XIAOJUN |               |             |  |
| 5              | Doyoung   | 도영      | Kim Dong-young                                                          | 김동영 (金東營)                   | Kim Đông Doanh                   | Dozennies / Doppu                     | 1 tháng 2, 1996     | Guri, Gyeonggi, Hàn Quốc         | Hàn Quốc              |          |             |             |                              |               |             |  |
| 6              | Ten       | 텐        | Chittaphon Leechaiyapornkul / Lǐ Yǒng Qīn (Lee Young-heum)              | ชิตพล ลี้ชัยพรกุล / 李永钦 (이영흠)    | Lý Vĩnh Khâm                     | 10vely                                | 27 tháng 2, 1996    | Băng Cốc, Thái Lan               | Thái Lan              |          |             |             | WayV - TEN&YANGYANG          |               |             |  |
| 7              | Jaehyun   | 재현      | Jeong Jae-hyun (tên khai sinh) Jeong Yun-oh (tên hiện tại)              | 정재현 (鄭在玹) / 정윤오 (鄭閏伍) | Trịnh Tại Hiền / Trịnh Nhuận Ngũ | Peachzens / Valentines                | 14 tháng 2, 1997    | Seoul, Hàn Quốc                  | Hàn Quốc              |          |             |             |                              |               |             |  |
| 8              | Winwin    | 윈윈      | Dǒng Sī Chéng (Dong Sa-seong)                                           | 董思成 (동사성)                   | Đổng Tư Thành                    | Yunqis                                | 28 tháng 10, 1997   | Ôn Châu, Chiết Giang, Trung Quốc | Trung Quốc            |          |             |             |                              |               |             |  |
| 9              | Jungwoo   | 정우      | Kim Jung-woo                                                            | 김정우 (金廷祐)                   | Kim Đình Hựu                     | Snoopyzens                            | 19 tháng 2, 1998    | Sanbon-dong, Gunpo, Hàn Quốc     | Hàn Quốc              |          |             |             |                              |               |             |  |
| 10             | Mark      | 마크      | Lee Min-hyung / Mark Lee                                                | 이민형 (李敏亨) / 마크이          | Lý Mẫn Hưởng                     | Markzens / Markcity / Mark Friends    | 2 tháng 8, 1999     | Toronto, Ontario, Canada         | Canada                |          |             | Trưởng nhóm |                              |               |             |  |
| 11             | Xiaojun   | 샤오쥔    | Ciu3 Dak1 Zeon3 (Jyutping) Xiào Dé Jùn (Pinyin) (So Deok-jun)           | 肖德俊 (소덕준)                   | Tiêu Đức Tuấn                    | Yishengjuns / Guanggong               | 8 tháng 8, 1999     | Quảng Đông, Trung Quốc           | Trung Quốc            |          |             |             | WayV KUN&XIAOJUN             |               |             |  |
| 12             | Hendery   | 헨드리    | Wong4 Gun1 Hang1 (Jyutping) Huáng Guān Hēng (Pinyin) (Hwang Kwan-hyung) | 黄冠亨 (황관형)                   | Hoàng Quán Hanh                  | Hengnis                               | 28 tháng 9, 1999    | Ma Cao, Trung Quốc               | Ma Cao, Trung Quốc    |          |             |             |                              |               |             |  |
| 13             | Renjun    | 런쥔      | Huáng Rén Jùn (Hwang In Joon)                                           | 黄仁俊 (황인준)                   | Hoàng Nhân Tuấn                  | Injeolmies / Renchin (Bạn của Renjun) | 23 tháng 3, 2000    | Cát Lâm, Trung Quốc              | Trung Quốc            |          |             |             |                              |               |             |  |
| 14             | Jeno      | 제노      | Lee Je-no                                                               | 이제노 (李帝努)                   | Lý Đế Nỗ                         | Enjenies                              | 23 tháng 4, 2000    | Incheon, Hàn Quốc                | Hàn Quốc              |          |             |             |                              |               |             |  |
| 15             | Haechan   | 해찬      | Lee Dong-hyuck                                                          | 이동혁 (李東赫)                   | Lý Đông Hách                     | Sunflowers                            | 6 tháng 6, 2000     | Seoul, Hàn Quốc                  | Hàn Quốc              |          |             |             |                              |               |             |  |
| 16             | Jaemin    | 재민      | Na Jae-min                                                              | 나재민 (罗渽民)                   | La Tại Dân                       | Nanadoongies                          | 13 tháng 8, 2000    | Jeonju, Hàn Quốc                 | Hàn Quốc              |          |             |             |                              |               |             |  |
| 17             | Yangyang  | 양양      | Liú Yáng Yáng (Ryu Yang-yang)                                           | 刘扬扬 (류양양)                   | Lưu Dương Dương                  | Yangqis                               | 10 tháng 10, 2000   | Đài Loan                         | Đài Loan              |          |             |             | WayV TEN&YANGYANG            |               |             |  |
| 18             | Chenle    | 천러      | Zhōng Chén Lè (Jong Jin-rak)                                            | 钟辰乐 (종진락)                   | Chung Thần Lạc                   | Little Suns                           | 22 tháng 11, 2001   | Thượng Hải, Trung Quốc           | Trung Quốc            |          |             |             |                              |               |             |  |
| 19             | Jisung    | 지성      | Park Ji-sung                                                            | 박지성 (朴志晟)                   | Phác Chí Thành                   | Asteroids / Sungsookie                | 5 tháng 2, 2002     | Seoul, Hàn Quốc                  | Hàn Quốc              |          |             |             |                              |               |             |  |
| 20             | Sion      | 시온      | Oh Si-on                                                                | 오시온                            | Ngô Thời Nguyên                  |                                       | 11 tháng 5, 2002    | Mokpo, Hàn Quốc                  | Hàn Quốc              |          |             |             |                              |               | Trưởng nhóm |  |
| 21             | Riku      | 리쿠      | Maeda Riku (Jeon-jeon Yuk)                                              | 前田 陸 (전전 육)                 | Tiền Điền Lục                    |                                       | 28 tháng 6, 2003    | Fukui, Nhật Bản                  | Nhật Bản              |          |             |             |                              |               |             |  |
| 22             | Yushi     | 유우시    | Tokuno Yūshi (Deuk-neung Yong-ji)                                       | 得能勇志 (득능 용지)              | Đắc Năng Dũng Chí                |                                       | 5 tháng 4, 2004     | Tokyo, Nhật Bản                  | Nhật Bản              |          |             |             |                              |               |             |  |
| 23             | Jaehee    | 재희      | Kim Dae-young                                                           | 김대영                            | Kim Đại Anh                      |                                       | 21 tháng 6, 2005    | Daegu, Hàn Quốc                  | Hàn Quốc              |          |             |             |                              |               |             |  |
| 24             | Ryo       | 료        | Hirose Ryo (Kwang-rwe Ryo)                                              | 廣瀬遼 (광뢰료)                   | Quảng Lai Liêu                   |                                       | 4 tháng 8, 2007     | Kyoto, Nhật Bản                  | Nhật Bản              |          |             |             |                              |               |             |  |
| 25             | Sakuya    | 사쿠야    | Fujinaga Sakuya (Deung-young So-jae)                                    | 藤永咲也 (등영소재)               | Đằng Vĩnh Tiêu Tại               |                                       | 18 tháng 11, 2007   | Saitama, Nhật Bản                | Nhật Bản              |          |             |             |                              |               |             |  |
| Cựu thành viên |           |           |                                                                         |                                   |                                  |                                       |                     |                                  |                       |          |             |             |                              |               |             |  |
| 26             | Taeil     | 태일      | Moon Taeil                                                              | 문태일 (文泰一)                   | Văn Thái Nhất                    | Moondanse                             | 14 tháng 6, 1994    | Seoul, Hàn Quốc                  | Hàn Quốc              |          |             |             |                              |               |             |  |
| 27             | Lucas     | 루카스    | Wong4 Juk1 Hei1 (Jyutping) Huáng Xù Xī (Pinyin) (Hwang Wook-hee)        | 黄旭熙 (황욱희)                   | Hoàng Húc Hi                     | Lumi                                  | 25 tháng 1, 1999    | Hồng Kông, Trung Quốc            | Hồng Kông, Trung Quốc |          |             |             |                              |               |             |  |
| 28             | Shotaro   | 쇼타로    | Osaki Shotaro (Da-ki Jang-tae-rang)                                     | 大崎将太郎 (다기장태랑)           | Đại Kỳ Thương Thái Lang          | Taro Milktea                          | 25 tháng 11, 2000   | Kanagawa, Nhật Bản               | Nhật Bản              |          |             |             |                              |               |             |  |
| 29             | Sungchan  | 성찬      | Jeong Sung-chan                                                         | 정성찬                            | Trịnh Thành Xán                  | Bambi                                 | 13 tháng 9, 2001    | Seoul, Hàn Quốc                  | Hàn Quốc              |          |             |             |                              |               |             |  |

### Nhóm nhỏ
- NCT U
- NCT 127
- NCT Dream
- WayV
- NCT DOJAEJUNG
- NCT WISH

## Danh sách đĩa nhạc
- NCT 2018 Empathy (2018)
- NCT 2020 Resonance (2020)
- NCT 2021 Universe (2021)
- NCT 2023 Golden Age (2023)

## Chương trình truyền hình
| Năm         | Tiêu đề                                                 | Kênh                                                                                      | Thành viên |
| ----------- | ------------------------------------------------------- | ----------------------------------------------------------------------------------------- | --- |
| 2015        | Mickey Mouse Club                                       | Disney Channel Korea                                                                      | Mark, Jeno, Haechan, Jaemin, Jisung                                                                           |
| 2015        | Abnormal Summit (Episode 53 - Episode 78)               | JTBC                                                                                      | Yuta |
| 2016        | On air NCT show                                         | V-App                                                                                     | Taeil, Taeyong, Doyoung, Ten, Jaehyun, Mark                                                                   |
| 2016        | NCT Life in Bangkok                                     | True4U (Thái Lan) Naver TV Cast / V-app (Hàn Quốc) Ali Music / Youku / Tudou (Trung Quốc) | Taeil, Hansol, Johnny, Taeyong, Yuta, Doyoung, Ten, Jaehyun, Mark, Jeno, Haechan, Jaemin, Jisung (SM Rookies) |
| 2016        | NCT Life in Seoul                                       | V-App                                                                                     | Taeyong, Yuta, Kun, Doyoung, Jaehyun, WinWin                                                                  |
| 2016        | Hit The Stage                                           | Mnet                                                                                      | Ten |
| 2016        | NCT Life in Paju                                        | V-App                                                                                     | Taeil, Taeyong, Yuta, Jaehyun, WinWin, Mark, Haechan                                                          |
| 2016        | Weekly Idols - ep 265                                   | MBC Every 1                                                                               | Taeil, Taeyong, Yuta, Jaehyun, WinWin                                                                         |
| 2016        | Lipstick Prince ss1                                     | Onstyle                                                                                   | Doyoung |
| 2016        | NCT Life Cuisine Challenge                              | V-App                                                                                     | Taeil, Taeyong, Yuta, Doyoung, Ten, Jaehyun, WinWin                                                           |
| 2016        | Day Day Up                                              | Hồ Nam TV                                                                                 | Winwin |
| 2017        | Elementary School Teacher - Kang HoDong & Foreign Idols | SBS                                                                                       | Ten |
| 2017        | Trick or True                                           | KBS                                                                                       | Doyoung, Jaehyun                                                                                              |
| 2017        | Lipstick Prince ss2                                     | Onstyle                                                                                   | Johnny |
| 2017        | NCT LIFE - NCT DREAM                                    | V-App                                                                                     | Renjun, Jeno, Chenle, Jisung.                                                                                 |
| 2017        | Highschool Rapper                                       | Mnet                                                                                      | Mark |
| 2017        | NCT Life in Chiang Mai                                  | V-App                                                                                     | Johnny, Taeyong, Doyoung, Ten, Jaehyun                                                                        |
| 2017        | Weekly Idols - ep 289                                   | MBC Every 1                                                                               | Các thành viên NCT 127                                                                                        |
| 2017        | NCT Life in Osaka                                       | oksusu                                                                                    | Taeil, Taeyong, Yuta, Doyoung, WinWin                                                                         |
| 2017        | Snowball Project                                        | V-App                                                                                     | Mark |
| 2017        | Students come (season 2)                                | IQIYI                                                                                     | Winwin |
| 2017        | Laws Of The Jungle                                      | SBS                                                                                       | Jaehyun |
| 2017-2018   | NCT 127 Road to Japan                                   | AbemaTV                                                                                   | Taeil, Johnny, Taeyong, Yuta, Doyoung, Jaehyun, WinWin, Mark, Haechan (NCT 127)                               |
| 2017-2018   | Inkigayo (ep 898 - 944)                                 | SBS                                                                                       | Doyoung - MC cố định                                                                                          |
| 2018        | It's dangerous beyond the blankets                      | MBC                                                                                       | Mark |
| 2018        | Weekly Idol                                             | MBC every 1                                                                               | 18 thành viên (NCT 2018)                                                                                      |
| 2018        | Hot&Young Seoul Trip                                    | Visit Seoul (Website & YouTube) / SMTOWN (YouTube) / V-App                                | Johnny, Yuta, Kun, Winwin, Mark, Lucas                                                                        |
| 2018        | Dancing High                                            | KBS                                                                                       | Jisung |
| 2018        | Idol Star Athletics Championships                       | MBC                                                                                       | Lucas, Jeno, Chenle                                                                                           |
| 2018        | Weekly Idol - ep 371                                    | MBC1                                                                                      | Các thành viên NCT DREAM                                                                                      |
| 2018        | Jimmy Kimmel Live!                                      | ABC                                                                                       | Các thành viên NCT 127                                                                                        |
| 2018        | Weekly Idol - ep 378                                    | MBC                                                                                       | Các thành viên NCT 127                                                                                        |
| 2018        | Show! Music Core                                        | MBC                                                                                       | Mark - MC cố định                                                                                             |
| 2018-2019   | The Show (ep 149 - 213)                                 | SBS                                                                                       | Jeno - MC cố định                                                                                             |
| 2019        | All For One                                             | Youku                                                                                     | Các thành viên WayV                                                                                           |
| 2019        | Happy Camp                                              | Hồ Nam TV                                                                                 | Các thành viên WayV                                                                                           |
| 2019        | Idol Star Athletics Championships                       | MBC                                                                                       | Các thành viên NCT 127                                                                                        |
| 2019        | Idol Room - ep 23                                       | JTBC                                                                                      | Các thành viên NCT 127                                                                                        |
| 2019        | My Brilliant Masters                                    | Hồ Nam TV                                                                                 | Winwin |
| 2019        | The Late Late Show Wtih James Corden                    | CBS                                                                                       | Các thành viên NCT 127                                                                                        |
| 2019        | Weekly Idol                                             | MBC                                                                                       | Các thành viên NCT 127                                                                                        |
| 2019        | King of Mask Singer                                     | MBC                                                                                       | Doyoung |
| 2019        | Food Truck Battle                                       |                                                                                           | Ten |
| 2019        | Hun Man Jung Eum                                        | MBN                                                                                       | Yuta, Doyoung                                                                                                 |
| 2019        | Idol Room - Ep. 60                                      | JTBC                                                                                      | Renjun, Jeno, Jaemin, Chenle, Jisung                                                                          |
| 2019        | Weekly Idol - Ep. 418                                   | MBC                                                                                       | Renjun, Jeno, Haechan, Jaemin, Chenle                                                                         |
| 2019        | Dream Plan                                              | Youku                                                                                     | Các thành viên WayV                                                                                           |
| 2019        | NCT LIFE in Chuncheon & Hongcheon                       | Vlive                                                                                     | Jaehyun, Haechan, Doyoung, Taeil, Johnny, Yuta                                                                |
| 2019 - 2020 | Inkigayo                                                | SBS                                                                                       | Jaehyun - MC cố định                                                                                          |
| 2020        | Weekly Idol - Ep. 453, 452                              | MBC                                                                                       | Các thành viên NCT 127                                                                                        |
| 2020        | Idol Star Athletics Championships New Year Special      | MBC                                                                                       | Jeno, Jaemin, Chenle, Jisung                                                                                  |
| 2020        | 문명특급 - MMTG EP.102, EP.103                          | SBS                                                                                       | Jaehuyn, Doyoung, Jungwoo, Johnny                                                                             |
| 2020        | Idol Troops Camp                                        | Seezn (app)                                                                               | Chenle, Jisung, Jaemin, Jeno, Renjun                                                                          |
| 2020        | Weekly Idol - Ep 460                                    | MBC                                                                                       | Các thành viên NCT DREAM                                                                                      |
| 2020        | Weekly Idol - Ep 462                                    | MBC                                                                                       | Các thành viên NCT 127                                                                                        |
| 2020        | NCT LIFE - Dream in Wonderland                          | Seezn (app)                                                                               | Renjun, Jeno, Jaemin, Chenle, Jisung                                                                          |
| 2020        | 문명특급 - MMTG EP.120, EP.121                          | SBS                                                                                       | Renjun, Jeno, Jaemin, Chenle, Jisung                                                                          |
| 2020        | Bu:QUEST of NCT DREAM                                   | IDOLLIVE[아이돌라이브]                                                                    | Renjun, Jeno, Jaemin, Chenle, Jisung                                                                          |
| 2020        | Weekly Idol - Ep 478                                    | MBC                                                                                       | Haechan, Johnny (Special MC)                                                                                  |
| 2020        | Idol Star Athletics Championships Chuseok               | MBC                                                                                       | Jaemin, Renjun, Chenle, Jisung, Jeno, Jungwoo, Haechan, Taeil                                                 |
| 2020        | WayVision                                               | Seezn (app)                                                                               | Lucas, Kun, Ten, Winwin, Xiaojun, Hendery, Yangyang (WayV)                                                    |
| 2020        | NCT WORLD 2.0                                           | Mnet                                                                                      | 23 thành viên (NCT 2020)                                                                                      |
| 2020        | Play Seoul - Ep.5                                       | KBS                                                                                       | Jeno, Chenle                                                                                                  |
| 2020        | Nice Coffee Time                                        | Life Time (YouTube)                                                                       | Mark, Jeno, Haechan, Sungchan                                                                                 |
| 2020        | IDOL on Quiz - EP.18                                    | KBS                                                                                       | Doyoung, Jungwoo, Haechan, Chenle                                                                             |
| 2021        | Inkigayo                                                | SBS                                                                                       | Sungchan - MC cố định                                                                                         |
| 2021        | WayVision 2                                             | Seezn (app)                                                                               | Các thành viên WayV                                                                                           |
| 2021        | Idol VS Idol                                            | KNTV (Nhật Bản)                                                                           | Renjun, Jeno, Jaemin, Jisung                                                                                  |
| 2021        | Boy Mental Training Camp 2                              | Kocowa TV                                                                                 | Mark, Renjun, Jeno, Haechan, Jaemin, Jisung                                                                   |
| 2021        | Idol League                                             | STATV                                                                                     | Các thành viên NCT DREAM                                                                                      |
| 2021        | Weekly Idol - Ep 519                                    | MBC                                                                                       | Các thành viên NCT DREAM                                                                                      |
| 2021        | Tmi news - Ep 74                                        | Mnet                                                                                      | Mark, Jisung                                                                                                  |
| 2021        | Yuri's Winning Recipe 2 - Ep.6                          | YouTube                                                                                   | Ten, Yangyang                                                                                                 |
| 2021        | We Became A Family                                      | MBC                                                                                       | Xiaojun, Hendery, Yangyang                                                                                    |

## Người mẫu tạp chí
| Năm  | Tên                  | Thành viên                | Số phát hành          |
| ---- | -------------------- | ------------------------- | --------------------- |
| 2016 | @star1               | NCT U                     | Tháng 6               |
| 2017 | Grazia Korea         | NCT DREAM                 | Tháng 9               |
| 2017 | Dazed Korea          | NCT DREAM                 | Tháng 10              |
| 2018 | Elle Korea           | NCT 127                   | Tháng 5               |
| 2018 | CéCi Korea           | NCT DREAM                 | Tháng 5               |
| 2018 | @star1               | Kun, Jungwoo              | Tháng 10              |
| 2019 | Grazia Korea         | Jaehyun                   | Tháng 4 (trang trong) |
| 2020 | High Cut             | Jaehyun                   | Tháng 1 (trang bìa)   |
| 2020 | Elle Korea           | Jaehyun                   | Tháng 2 (trang trong) |
| 2020 | Spur Japan           | Yuta, Jaehyun             | Tháng 3               |
| 2020 | GQ Korea             | Doyoung, Jaehyun, Jungwoo | Tháng 4               |
| 2020 | W Korea              | Johnny, Jaehyun           | Tháng 5               |
| 2021 | Allure Korea         | Sungchan                  | Tháng 3               |
| 2021 | ELLEidol China       | Renjun                    | Tháng 3               |
| 2021 | Vogue Korea          | Shotaro                   | Tháng 7               |
| 2021 | ELLEidol China       | Chenle                    | Tháng 7               |
| 2021 | GQ Japan             | Yuta                      | Tháng 11              |
| 2022 | Numéro Tokyo         | Yuta                      | Tháng 4               |
| 2022 | ELLE Japan           | Taeyong, Yuta             | Tháng 5               |
| 2022 | Men's Non-no         | Yuta, Shotaro             | Tháng 6               |
| 2022 | Highsnobiety         | Yuta                      | Tháng 9               |
| 2022 | AERA                 | Yuta                      | Tháng 9               |
| 2022 | Nikkei Entertainment | Yuta                      | Tháng 10              |
| 2022 | Forbes Japan         | Yuta                      | Tháng 10              |
| 2022 | ELLE Japan           | Yuta                      | Tháng 12              |
| 2023 | CUT                  | Yuta                      | Tháng 4               |
|      | GQ Japan             | Yuta                      | Tháng 4               |